# Нескінченність: Суб'єкт невідомий
Нескінченність: Суб'єкт невідомий (Infinitum: Subject Unknown) — британський науково-фантастичний фільм 2021 року режисера Метью Батлера-Гарта. Фільм був цілком знятий на iPhone під час першого локдауну у Великій Британії.

## Про фільм
Жінка середніх років Джейн приходить до тями; вона прив'язана до стільця в якійсь невідомій кімнаті геть незнайомого їй будинку.
Відсутність спогадів про те, як вона потрапила сюди, викликає у Джейн збільшене бажання знайти вихід з цього місця.
Джейн ще більше дивується, бо на вулицях міста зовсім немає людей. До того ж коли вона відчуває реальну загрозу життю, то знову опиняється в тій кімнаті — прив'язана до стільця і все починається спочатку.
Потрапивши в нескінченну часову петлю, Джейн необхідно знайти вихід із паралельних світів, доки вона не збожеволіла.

## Знімались
| Актор            | Роль       |
| ---------------- | ---------- |
| Торі Батлер-Гарт | Джейн      |
| Ієн Мак-Келлен   | Чарльз     |
| Конлет Гілл      | Остергаард |